# Bình Chuẩn
Bình Chuẩn is een phường in thị xã Tân Uyên, een thị xã in de Vietnamese provincie Bình Dương.
Bình Chuẩn is sinds januari 2011 een phường, sinds Thuận An een thị xã is. Daarvoor was Thuận An een van de district.